# Simo hirticornis

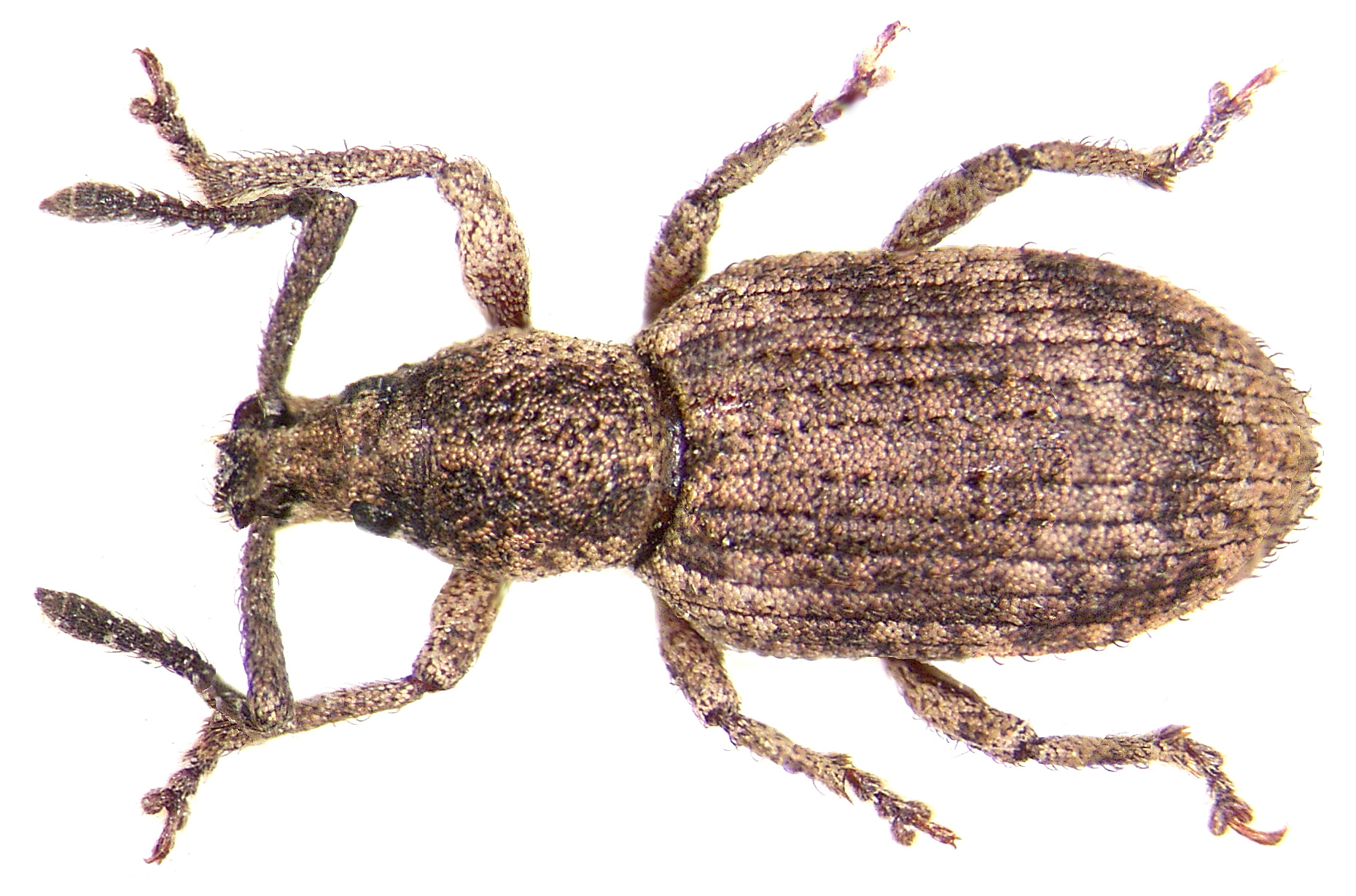
Präparat, Dorsalansicht

Simo hirticornis, auch als Raufühler-Dickmaulrüssler bekannt, ist ein Käfer aus der Familie der Rüsselkäfer (Curculionidae).

## Merkmale
Die hellbraun gefärbten Käfer sind 4–8,5 mm lang. Sie besitzen eine länglich-ovale Gestalt. Der Vorderrand des breiten Rüssels (Rostrum) ist tief dreieckig ausgeschnitten. Die Fühler sind stark verdickt. Der Halsschild ist geringfügig breiter als lang, vor der Mitte am breitesten. Der Halsschild weist eine grobe Punktierung auf. Über die Flügeldecken verlaufen schmale Streifen mit tief eingestochenen Punkten.

## Ähnliche Arten
Neben Simo hirticornis gibt es in Mitteleuropa einen weiteren Vertreter der Gattung Simo, Simo variegatus. Diese Art ist nur
mittels Genitaluntersuchung sicher zu trennen.

## Verbreitung
Simo hirticornis ist in der westlichen Paläarktis heimisch. Die Art kommt im westlichen Mittelmeerraum (Spanien, Frankreich, Italien, Kroatien und Korsika) vor. Über Mitteleuropa erstreckt sich das Vorkommen bis nach Süd-Skandinavien (Dänemark, Schweden). Im Osten reicht das Vorkommen bis nach Sibirien. Auf den Britischen Inseln fehlt die Art. In Mitteleuropa ist die Käferart weit verbreitet, jedoch nur lokal häufig.

## Lebensweise
Die Käferart lebt polyphag an Laub- und Nadelhölzern. Man beobachtet die Käfer gewöhnlich in der Zeit von Mai bis August.